# Сокольники (Гвардейский район)
Сокольники — посёлок в Гвардейском городском округе Калининградской области России. Входит в состав Славинского сельского поселения.

## Население
| 2002 | 2010 |
| ---- | ---- |
| 266  | ↘264 |